# Wenus z Hohle Fels

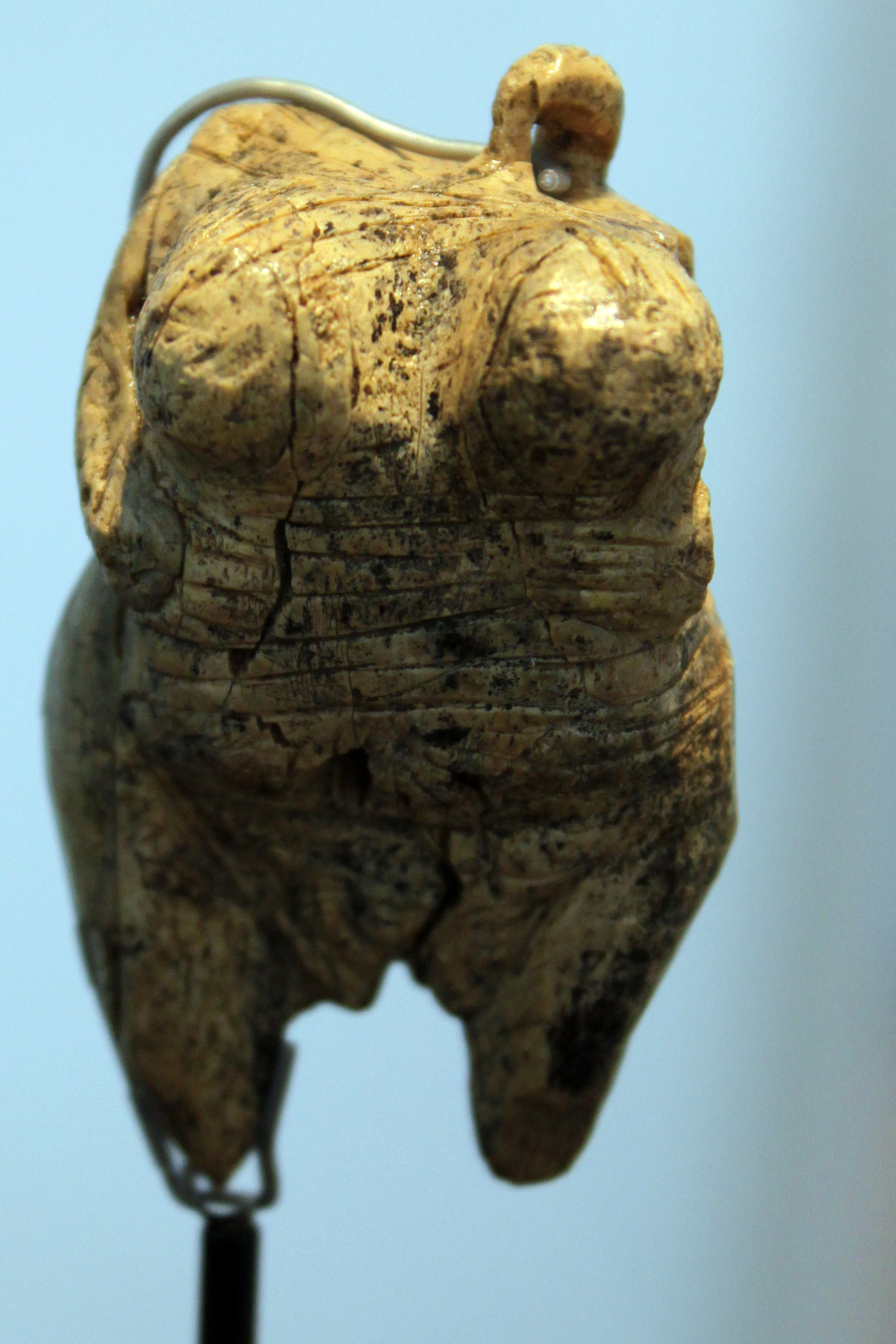
Wenus z Hohle Fels (2015)

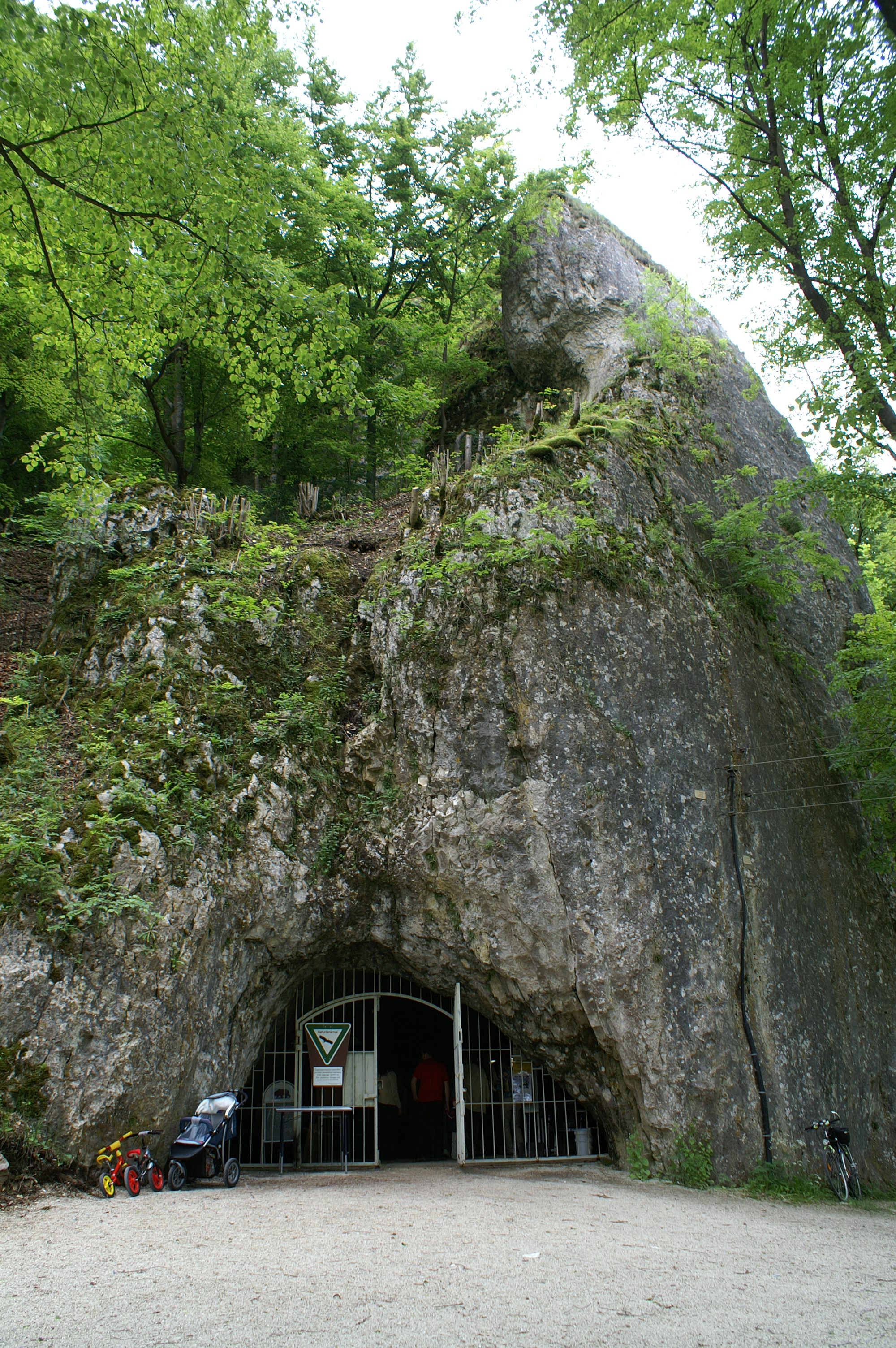
Wejście do jaskini Hohle Fels

Wenus z Hohle Fels – paleolityczna Wenus, czyli figurka nagiej kobiety, znaleziona we wrześniu 2008 w jaskini Hohle Fels (co w języku szwabsko-niemieckim oznacza „dziurawa skała”) koło Schelklingen, około 15 km na zachód od Ulm, Badenia-Wirtembergia, południowo-zachodnie Niemcy.
Figurka ta jest datowana na 35–40 tysięcy lat temu (początek górnego paleolitu), tzn. na okres związany z najwcześniejszą obecnością Homo sapiens (Cro-Magnon) w Europie. Jest to najstarszy niekwestionowany przykład sztuki prehistorycznej. Spekuluje się, że figurka ta była symbolem płodności.

## Opis
Figurka z Hohle Fels ma około 60 mm wysokości i 34 mm szerokości. Zrobiona jest z ciosa mamuta włochatego. Przedstawia kobietę z przesadnie wyolbrzymionym sromem i piersiami oraz obfitym brzuchem i udami. Znaleziono ją rozbitą (sześć kawałków zostało odnalezionych); brakuje lewego ramienia i obojczyka. W miejscu głowy figurka ma mały guzik z otworem, który prawdopodobnie umożliwiał noszenie jej jako wisiorka (chociaż możliwe jest, że głowy również brakuje).

## Kontekst
W jaskiniach Jury Szwabskiej znaleziono do tej pory około 25 górno-paleolitycznych przedmiotów zrobionych z kości słoniowej, między innymi figurkę z głową lwa (w Hohlenstein-Stadel) i flety przedhistoryczne (w Geißenklösterle) datowane na 36 tys. lat temu. W roku 2009 znaleziono także flet w Hohle Fels (w odległości 70 cm od miejsca gdzie poprzednio znaleziono figurkę Wenus). Ten flet zrobiony jest z kości sępa.
Taka koncentracja dowodów na „współczesną mentalność” mieszkańców tego rejonu w okresie 30 do 40 tysięcy lat temu jest niespotykana nigdzie indziej.